# Bollate
Bollate est une commune d'environ 37 000 habitants située dans la ville métropolitaine de Milan, en Lombardie, dans le Nord-Ouest de l'Italie.

## Administration
| Période                                  | Période  | Identité          | Étiquette       | Qualité |
| ---------------------------------------- | -------- | ----------------- | --------------- | ------- |
| 5 avril 2005                             | En cours | Giuseppe Stelluti | Centro-Sinistra |         |
| Les données manquantes sont à compléter. |          |                   |                 |         |

### Frazione
Cascina del Sole, Cassina Nuova, Castellazzo, Ospiate.

### Communes limitrophes
Paderno Dugnano, Senago, Garbagnate Milanese, Arese, Cormano, Novate Milanese, Baranzate.